# Przymus powtarzania
Przymus powtarzania – nieświadome powtarzanie nieprzyjemnych zwykle sytuacji z przeszłości w swoim bieżącym życiu. Pojęcie wprowadzone przez Zygmunta Freuda, twórcę psychoanalizy.
Problematykę przymusu powtarzania Freud omawia szeroko w pracy Poza zasadą przyjemności (Jenseits des Lustprinzips, 1920). Konieczność wprowadzenia tego pojęcia pochodzi z niezgodności codziennego doświadczenia (a także doświadczenia klinicznego) z podstawowym trendem życia psychicznego – zasadą przyjemności. Zgodnie z nią każdy organizm ma tendencję do uciekania, unikania sytuacji nieprzyjemnych i dążenia do tych przyjemnych. Natomiast obserwacja codziennego życia wskazuje, że ludzie mają wyraźną tendencję do powtarzania sytuacji nieprzyjemnych. Za przykład mogą posłużyć osoby, które w swoich związkach powielają wciąż te same niechciane scenariusze, "(...) dobroczyńcy, których po pewnym czasie opuszcza każdy z ich podopiecznych – choćby najbardziej się różnili między sobą (...); mężczyźni, u których każda przyjaźń kończy się w ten sposób, że ich przyjaciel ich zdradza, (...) zakochanych, u których każdy czuły stosunek do kobiety przechodzi przez te same fazy i kończy się tak samo (...)". Za analogiczne do tych zachowań uznał Freud utrzymywanie się objawów w nerwicach wojennych oraz powtarzanie przez dzieci w zabawach nieprzyjemnych sytuacji z życia (np. zabawa w dentystę), czy chęć słuchania ciągle tych samych strasznych historii.
Ta dziwna tendencja życia psychicznego kazała Freudowi wysnuć przypuszczenie na temat konserwatywnej natury popędu. Popęd, według tego autora, nie jest skierowany na tworzenie czegoś nowego, ale na odtwarzaniu porzuconych wcześniej formacji.